# アルビン!&しまっピーズ
『アルビン!&しまっピーズ』（原題：ALVINNN!!! and the Chipmunks）とは、アメリカのバグダサリアン・プロダクションと、フランスのテクニカラー・アニメーション・プロダクションによって製作されている、CGIを使った『アルビンとチップマンクス』の最新のシリーズである。アメリカのニコロデオンにて2015年から放送されており、日本ではディズニー・チャンネルにて2021年9月27日から2022年まで平日に放送されていたが、現在は放送を休止中である。

## 概要
2010年に制作が発表された『アルビンとチップマンクス』の最新シリーズで、プロットの時点でしまっピーズ（チップマンクス）としまペッツ（チペッツ）のアイデアはすでに存在しており、1990年以来のTVシリーズとして、再構成されることが発表され、プロモーショントレーラーがYouTubeに投稿された。
アニメーションと脚本の半分はフランスのテクニカラー・プロダクションが担当しており、米国のバグダサリアン・プロダクションは音声録音と音楽制作を担当している。シリーズは主にフランスのブランディング会社であるPGSエンターテインメントが配給している。2015年3月30日にはフランスのM6でワールドプレミアが行われ、同年8月には、ニコロデオンがアメリカでのシリーズの放映権を取得した。

## あらすじ
このシリーズでは現代が舞台となっており、デイブ・セビルがシングルファーザーとしてアルビン、サイモン、セオドアの3人の歌うシマリスを養子として育てている。彼は時々、忍耐力を失って、アルビンへのキャッチフレーズである「アルビーン！！（ALVINNNN!!）」と叫んでしまうことがある。全てのエピソードに歌があるのが特徴である。エピソードは現代的であり、デイブ自身の問題を扱う他にも、子供を困らせる親や、出会い系に夢中になる一人親などが登場する。

## 制作
元々は『チップマンクスとチペッツ』というタイトルで、11分のエピソード全104話で構成されている。高精細のCGIアニメーションで制作されており、しまっピーズとしまペッツの新しい外観は『iMunk』（iPhone向けの「アルビンとチップマンクス」のゲーム）での外観に似ている。
このシリーズでは、1980年代のシリーズをアップデートしている。つまり、当時と同じ主題歌を使い、声優にはジャスティン・ロング、マシュー・グレイ・ギュブラー、ジェシー・マッカートニー、クリスティナ・アップルゲイト、アンナ・ファリスが起用された他、前シリーズから引き続いてロス・バグダサリアン・ジュニアとジャニス・カーマンが出演しており、そして各エピソードに歌があるというフォーマットを利用している。
プロデューサーは、アメリカの制作会社バグダサリアン・プロダクションから、ロス・バグダサリアン・ジュニア、ジャニス・カーマン、サンドリーヌ・グエン、ボリス・ヘルツォークが、そして、フランスのテクニカラー・アニメーション・プロダクション（旧：OuiDo!プロダクション）が参加している。
テクニカラー・アニメーション・プロダクションがアニメーションと絵コンテを担当し、バグダサリアン・プロダクションが声と音楽を担当している。PGSエンターテインメントは2013年8月にアメリカとフランス以外のメディアの権利を取得し、2014年5月にはライセンス権とマーチャンダイジング権を取得している。2014年2月24日には、ニコロデオンがブラジルを除くすべての地域（当初は北米を除外していたが後に変更）について、全104話を放送する権利を取得した。このシリーズは2013年10月のMIPCOM（フランスの放送番組の国際見本市）で発表され、そこでは人気な番組の一つとなっていた。
2016年10月にはシーズン3とシーズン4の制作が発表され、2018年後半にはシーズン5の制作が発表された。2019年11月には、シーズン6とシーズン7の制作が発表された。

## キャラクター

### メインキャラクター
アルビン（Alvin Seville）
声：ロス・バグダサリアン・ジュニア/日本語版 - 石黒史剛
初登場：おしゃべりテディ
主人公。赤い野球帽とフード付きの赤いシャツ、青に近いジーンズ、赤と白のスニーカーを身につけている。シャツは赤色で襟元は青く、前方には大文字でアルファベットの「A」が描かれている。
サイモン（Simon Seville）
声：ロス・バグダサリアン・ジュニア/日本語版 - 佐原誠
初登場：おしゃべりテディ
セオドア（Theodore Jameson Seville）
声：ジャニス・カーマン/日本語版 - 弘松芹香
初登場：おしゃべりテディ
ブリタニー（Brittany Miller）
声：ジャニス・カーマン/日本語版 - 三重野帆貴
初登場：校長先生への恋
ジャネット（Jeanette Miller）
声：ジャニス・カーマン/日本語版 - 佐野愛
初登場：魔法使いになったジャネット
エレノア（Eleanor Miller）
声：ヴァネッサ・バグダサリアン/日本語版 - 大南悠
初登場：魔法使いになったジャネット
デイブ・セビル（David "Dave" Seville）
声：ロス・バグダサリアン・ジュニア/日本語版 - 今村一誌洋
初登場：おしゃべりテディ

### サブキャラクター
クロナーさん（Miss Croner）
原作版声：ジャニス・カーマン
日本語版声：野々山恵梨
初登場：What A Gem
ザ・しまっピーズとザ・しまペッツの近所の住民。
ミラーさん（Miss Miller）
声：ジャニス・カーマン
初登場：
ダンガス巡査（Officer Dangus）
声：マイケル・バグダサリアン
初登場：The Tree House
ジュリー（Julie）
原作版声：不明
日本語版声：野々山恵梨
初登場：
ローガンの母。
マリーナ・ロデンシア（Marina Rodenchia）
初登場：She's Got Style
ネヴィル・ハンフリー（Neville Humphrey）
声：ヴァネッサ・バグダサリアン
初登場：
ボカータ・ハンフリーの弟。
ビギー・ラージ（Biggy Large）
声：ジャン・エリー
初登場：Lil'T
ハーモニー（Harmony）
初登場：The App
リック（Rick）
初登場：Kickin' It Old School
バジル・サンダース（Basil Sanders）
初登場：Turf War
ミスティ（Misty）
フィグルさん（Mr. Figgle）
初登場：Driving Dave Crazy
ジェイク（Jake）
初登場：He Said, She Said

#### 学校キャラクター
スミス先生（Miss Smith）
声：ジャニス・カーマン（日本語版：八百屋杏）
初登場：Principal Interest
担任の先生。
メドウズ校長先生（Principal Meadows）
声：
初登場：Principal Interest
校長先生。
ダニエル・ドプキンス（Daniel "Danny" Dobkins）
声：
初登場：
体育の先生。
フロイド・ドットソン（Floyd Dotson）
声：マイケル・バグダサリアン
初登場：Who's Your Daddy
劇の先生。
パーキンス教授（Professor Perkins）
初登場：What A Gem
ケイト先生（Miss Kate）
美術の先生。
ケビン（Kevin）
声：ジャニス・カーマン
初登場：Principal Interest
クラスメイト。
チージー（Cheesy）
声：マイケル・バグダサリアン
初登場：Members Only
デレク・スモール（Derek Smalls）
声：マイケル・バグダサリアン
初登場：What A Gem
ボカータ・ハンフリー（Bocarter Beauregard Humphrey）
声：マイケル・バグダサリアン
初登場：Simon For President
トミー（Tommy）
ローガン（Logan）
クラスメイト。ジュリーの息子。
レイレイ（RayRay）
クラスメイト
パトリック（Patrick）
ウォーレン（Warren）
アニー（Annie）
ジェニー（Jenny）
ブルース（Bruce）
ジョン（John）
トミー（Tommy）

## 用語

### グループ名
ザ・しまっピーズ（The Chipmunks）
アルビン、サイモン、セオドアの3人のグループ名。
ザ・しまペッツ（The Chipettes）
ブリタニー、ジャネット、エレノアの3人のグループ名。
スクリーミング・キャタピラーズ（The Screaming Caterpillars）
「Glory Days」で登場するバンドの名前。

### 場所
セビル家（Seville House）
アルビン、サイモン、セオドア、デイブの4人が住んでいる家。2階建てで地下室があり、庭にはプールがある。1階には、リビングルームとダイニングルーム、キッチン、デイブの仕事部屋などがある。2階にはバスルームと、しまっピーズの部屋、デイブの寝室などがある。地下室には洗濯機があり、サイモンの秘密の実験室がある。
ミラーさんの家
ミラーさんが住んでいる家で、セビル家の隣にある。
しまペッツのツリーハウス（The Chipettes' Treehouse）
ブリタニー、ジャネット、エレノアが住んでいる家で、ミラーさんの家の裏にあり、2階建てで螺旋階段がある。1階はリビングルーム、ダイニングルーム、キッチンなどがある。2階にはベッドルームがあり、セビル家のしまっピーズの部屋とジップラインで繋がっていて、自由に行き来できる。
クローナーさんの家
クローナーさんと彼女の猫たちが住む家で、セビル家から道路を隔てた向かいにある。
学校
しまっピーズとしまペッツの通う学校。

## エピソード

### シーズン1（2015–2016）
| 話数 | 通算 | タイトル                                             | 初放送日                      |
| 01   | 01   | おしゃべりテディ Talking Teddy                       | 2015年8月3日 2021年9月27日    |
| 01   | 01   | 校長先生への恋 Principal Interest                    | 2015年8月3日 2021年9月27日    |
| 02   | 02   | エイリアンを探せ！ A Is for Alien                    | 2015年8月4日 2021年9月27日    |
| 02   | 02   | 魔法使いになったジャネット Jeanette Enchanted        | 2015年8月4日 2021年9月27日    |
| 03   | 03   | ガールズの襲撃 Sister Act                            | 2015年8月5日 2021年9月28日    |
| 03   | 03   | ラッパーのセオドア Lil'T                             | 2015年8月5日 2021年9月28日    |
| 04   | 04   | ベッタリなパパにサヨナラ Slippin' Thru My Fingers    | 2015年8月21日 2021年9月29日   |
| 04   | 04   | サイモンのいじめ撃退法 Bully for You                 | 2015年8月12日 2021年9月29日   |
| 05   | 05   | 運命の相手 Albrittina                                | 2015年8月10日 2021年9月30日   |
| 05   | 05   | アルビンがパパに！？ Who's Your Daddy                | 2015年8月14日 2021年9月30日   |
| 06   | 06   | セオドア、目を覚ませ！ Clowning Around               | 2015年8月12日 2021年10月1日   |
| 06   | 06   | 子守のアプリがやって来た！ The App                   | 2015年8月7日 2021年10月1日    |
| 07   | 07   | ネコの呪い Good Luck Mr. Whiskers                    | 2015年8月14日 2021年10月4日   |
| 07   | 07   | セオドアのウソ Candy Confessions                     | 2015年8月18日 2021年10月4日   |
| 08   | 08   | ゲーム中毒にご注意！ Mystic Mountain                 | 2015年8月17日 2021年10月5日   |
| 08   | 08   | クロナーさんは宝石泥棒？！ What a Gem                | 2015年8月6日 2021年10月5日    |
| 09   | 09   | ごめんね、デイブ Driving Dave Crazy                  | 2015年8月31日 2021年10月6日   |
| 09   | 09   | サイモンの学級委員 Simon for President               | 2015年8月10日 2021年10月6日   |
| 10   | 10   | 悪夢の風紀委員 To Serve and Protect                  | 2015年8月11日 2021年10月7日   |
| 10   | 10   | 恋の達人セオドア Don Juan Theodoro                   | 2015年8月7日 2021年10月7日    |
| 11   | 11   | 家族の日 Family Spirit                               | 2015年8月6日 2021年10月8日    |
| 11   | 11   | 自然と遊ぼう Kickin' It Old School                   | 2015年8月11日 2021年10月8日   |
| 12   | 12   | パワーをくれる帽子 Mojo Missing                      | 2015年8月19日 2021年10月11日  |
| 12   | 12   | 私の姉妹は変な人 My Sister the Weirdo                | 2015年8月13日 2021年10月11日  |
| 13   | 13   | アルビンのベビーシッター Turf War                    | 2015年8月13日 2021年10月12日  |
| 13   | 13   | 間違えられたアルビン Who's the Animal                | 2015年8月20日 2021年10月12日  |
| 14   | 14   | マナーの達人 Mister Manners                          | 2015年9月2日 2021年10月13日   |
| 14   | 14   | サイモン引き留め作戦 Saving Simon                    | 2015年9月4日 2021年10月13日   |
| 15   | 15   | みんなの木を守れ！ The Tree House                    | 2015年9月3日 2021年10月14日   |
| 15   | 15   | デイブは高校生！？ Back to School                    | 2015年9月8日 2021年10月14日   |
| 16   | 16   | あこがれのスポーツカー Safety Third                  | 2015年9月1日 2021年10月15日   |
| 16   | 16   | ショッピングカート集め競争 Carts and Crafts          | 2015年9月11日 2021年10月15日  |
| 17   | 17   | サイモンの親友 Bromance                              | 2015年9月9日 2021年11月10日   |
| 17   | 17   | 一人部屋にあこがれて A Room of One's Own             | 2015年9月10日 2021年11月10日  |
| 18   | 18   | エコ生活バトル！ Going Green                         | 2015年11月2日 2021年11月11日  |
| 18   | 18   | 告げ口バーディー Tattle Tail                         | 2015年11月3日 2021年11月11日  |
| 19   | 19   | ジャネットのファッションショー She's Got Style       | 2015年11月4日 2021年11月12日  |
| 19   | 19   | あこがれのスーパーヒーロー！ Super Heroes            | 2015年11月5日 2021年11月12日  |
| 20   | 20   | キスしたのは誰？ Kiss Conspiracy                     | 2015年11月6日 2021年11月15日  |
| 20   | 20   | アルビンの民泊物語 House Guests                      | 2015年11月9日 2021年11月15日  |
| 21   | 21   | セオジラ、現る！ Theozilla                           | 2015年11月10日 2021年11月16日 |
| 21   | 21   | アプリのペット Doggone It                            | 2015年11月12日 2021年11月16日 |
| 22   | 22   | シマリスたちの逆襲 Mutiny                            | 2015年11月13日 2021年11月17日 |
| 22   | 22   | リアリティー番組を作ろう！ Reality or Not            | 2015年11月16日 2021年11月17日 |
| 23   | 23   | エレノアのケーキ Let Them Eat Crumbs                 | 2015年11月17日 2021年11月18日 |
| 23   | 23   | オバケ大作戦 Who Ghosts There                        | 2015年11月18日 2021年11月18日 |
| 24   | 24   | ブリタニー画伯 Art for Art's Sake                    | 2016年3月7日 2021年11月19日   |
| 24   | 24   | 目指せ、サバイバー！ I Will Survive                  | 2016年2月15日 2021年11月19日  |
| 25   | 25   | アルビンのマジックパワー Alvin's Secret Powers       | 2015年11月19日 2021年11月22日 |
| 25   | 25   | 男の城を守れ！ Mancave                               | 2016年3月8日 2021年11月22日   |
| 26   | 26   | 新品バッグをゲットせよ！ Alvin's Got a Brand New Bag | 2016年2月15日 2021年11月23日  |
| 26   | 26   | 小さな相棒ウォービー Warbie                          | 2015年11月20日 2021年11月23日 |

### シーズン2（2016–2017）
| 話数 | 通算 | タイトル                                             | 初放送日                     |
| 01   | 27   | 秘密のペット Dog Days                                | 2016年3月9日 2022年1月11日   |
| 01   | 27   | ドラゴンの卵 Dragon Dad                              | 2016年3月10日 2022年1月11日  |
| 02   | 28   | 数学オタクの逆襲 Members Only                        | 2016年3月11日 2022年1月12日  |
| 02   | 28   | 謎の転校生 The New Kid                               | 2016年5月9日 2022年1月12日   |
| 03   | 29   | 熱血？！アルビン先生 The Sub                         | 2016年5月11日 2022年1月13日  |
| 03   | 29   | サイモンのマジックショー Simon the Superb            | 2016年5月10日 2022年1月13日  |
| 04   | 30   | ロウ人形のデイブ Wax Dave                            | 2016年5月13日 2022年1月14日  |
| 04   | 30   | スミス先生は秘密捜査官?! Agent Smith                 | 2016年6月7日 2022年1月14日   |
| 05   | 31   | 映画を撮ろう Lights Camera Uh Oh                     | 2016年5月12日 2022年1月17日  |
| 05   | 31   | 体泥棒 Brittany the Body Snatcher                    | 2016年6月6日 2022年1月17日   |
| 06   | 32   | わかった、俺がやる！ Let's Make a Deal               | 2016年6月9日 2022年1月18日   |
| 06   | 32   | ベビーシッターはやめられない Baby Whisperer          | 2016年6月8日 2022年1月18日   |
| 07   | 33   | 自転車泥棒をつかまえろ！ Ride Along                  | 2016年8月1日 2022年1月19日   |
| 07   | 33   | サイモンはスーパーヒーロー Munk Man                  | 2016年6月10日 2022年1月19日  |
| 08   | 34   | アルビンのワイルドな週末 Alvin's Wild Weekend        | 2016年8月2日 2022年1月20日   |
| 08   | 34   | ベルの音にご用心！ For Whom the Bell Tolls           | 2016年8月3日 2022年1月20日   |
| 09   | 35   | 秘密の電話 iHear                                     | 2016年8月4日 2022年1月21日   |
| 09   | 35   | Switch Witch                                         | 2016年8月8日                 |
| 10   | 36   | トラブルが２倍 Double Trouble                        | 2016年8月9日 2022年1月21日   |
| 10   | 36   | ホラ吹きデイブ Liar Liar                             | 2016年8月10日 2022年1月24日  |
| 11   | 37   | ひっつきガエル Suck Toad                             | 2016年8月11日 2022年1月24日  |
| 11   | 37   | 恋する季節 Secret Admirer                            | 2016年8月15日 2022年1月25日  |
| 12   | 38   | メールを取り戻せ！ Un-Send!                          | 2016年8月16日 2022年1月25日  |
| 12   | 38   | お手伝いはお断り The Orb                             | 2016年8月17日 2022年1月26日  |
| 13   | 39   | 思い出のオルゴール The Music Box                     | 2016年8月18日 2022年1月26日  |
| 13   | 39   | セオドアを救出せよ！ Special Delivery                | 2016年8月22日 2022年1月27日  |
| 14   | 40   | さよなら、スミス先生 Missing Miss Smith              | 2016年8月23日 2022年1月27日  |
| 14   | 40   | ビビリは誰だ？！ Monster Madness                     | 2016年8月24日 2022年1月28日  |
| 15   | 41   | スーパー・ガールズ Super Girls                       | 2016年8月25日 2022年1月28日  |
| 15   | 41   | シマリス三銃士 Held Back                             | 2016年10月11日 2022年2月18日 |
| 16   | 42   | 誕生日大作戦！ It's My Party                         | 2016年10月12日 2022年2月18日 |
| 16   | 42   | ないものねだりの大惨事 Keeping Up With The Humphries | 2016年10月13日 2022年2月22日 |
| 17   | 43   | ニセモノのライバル We're The Chipmunks               | 2016年10月14日 2022年2月22日 |
| 17   | 43   | ダンスパーティーを救え！ Save The Dance              | 2016年11月1日 2022年2月23日  |
| 18   | 44   | 敏腕アシスタント、ブリタニー The Temp                | 2016年11月2日 2022年2月23日  |
| 18   | 44   | デイブはへそ曲がり？！ Parent Trap                   | 2016年11月3日 2022年2月24日  |
| 19   | 45   | 騎士道の精神 Knights                                 | 2016年11月4日 2022年2月24日  |
| 19   | 45   | いとしのロージー Snake Charmer                       | 2017年2月25日 2022年2月25日  |
| 20   | 46   | バズりの法則 Viral                                   | 2017年3月4日 2022年2月25日   |
| 20   | 46   | 兄弟の掟 Brothers of Dagarack                        | 2017年3月4日 2022年2月28日   |
| 21   | 47   | 透明アルビン Overlooked                              | 2017年3月11日 2022年2月28日  |
| 21   | 47   | 星に願いを Wish Upon a Star                          | 2017年3月11日 2022年3月1日   |
| 22   | 48   | ジャネットの秘密の菜園 Jeanette's Secret Garden      | 2017年3月18日 2022年3月1日   |
| 22   | 48   | クロナーさんと宝の地図 Treasure Hunt                 | 2017年3月18日 2022年3月2日   |
| 23   | 49   | ウソつき合戦 He Said She Said                        | 2017年5月1日 2022年3月2日    |
| 23   | 49   | ゾンビに気をつけろ！ Attack of the Zombies           | 2017年5月2日 2022年3月3日    |
| 24   | 50   | 涙のサマーキャンプ Summer Camp                       | 2017年3月25日 2022年3月3日   |
| 24   | 50   | 入れ替わっちゃった！ Wacky Wednesday                 | 2017年5月3日 2022年3月4日    |
| 25   | 51   | ウソがつけない！ Blabber Mouth                       | 2017年2月25日 2022年3月4日   |
| 25   | 51   | 切り抜きの恋人 The Chipmunk and the Catfish          | 2017年5月4日 2022年3月7日    |
| 26   | 52   | タイムマシンに乗らなくちゃ！ Time Flies              | 2017年6月3日 2022年3月7日    |
| 26   | 52   | イタズラ電話の代償 Prank Calls                       | 2017年6月3日 2022年3月8日    |

### シーズン3（2017–2019）
| 話数 | 通算 | タイトル                     | 初放送日       |
| 01   | 53   | The Karate Kidder            | 2017年6月10日  |
| 01   | 53   | Playing Favorites            | 2017年6月10日  |
| 02   | 54   | Back to Basics               | 2017年6月17日  |
| 02   | 54   | Report Cards                 | 2017年6月17日  |
| 03   | 55   | The Cat Sitter               | 2017年6月24日  |
| 03   | 55   | Addicted                     | 2017年6月24日  |
| 04   | 56   | Spoiler-Itis                 | 2017年8月14日  |
| 04   | 56   | Something's Fishy            | 2017年8月15日  |
| 05   | 57   | Baby Mama Drama              | 2017年8月16日  |
| 05   | 57   | Ballet Boys                  | 2017年8月17日  |
| 06   | 58   | Oh Brother Where Art Thou    | 2017年10月30日 |
| 06   | 58   | The Wall                     | 2017年11月1日  |
| 07   | 59   | The Gift                     | 2017年11月2日  |
| 07   | 59   | Theo Knows Best              | 2017年11月3日  |
| 08   | 60   | Simsky                       | 2018年2月17日  |
| 08   | 60   | Lucky Day                    | 2018年2月17日  |
| 09   | 61   | Curiosity                    | 2018年2月24日  |
| 09   | 61   | House Pest                   | 2018年2月24日  |
| 10   | 62   | The Fugitives                | 2018年3月9日   |
| 10   | 62   | Sherlock Chipmunk            | 2018年3月9日   |
| 11   | 63   | Independence Day             | 2018年3月16日  |
| 11   | 63   | Opposites Attract            | 2018年3月30日  |
| 12   | 64   | Temporary Mom                | 2018年4月6日   |
| 12   | 64   | Tee Fore Two                 | 2018年4月13日  |
| 13   | 65   | School Alone                 | 2019年3月30日  |
| 13   | 65   | It Came From Outer Space     | 2019年3月30日  |
| 14   | 66   | Girls Night Out              | 2019年3月9日   |
| 14   | 66   | Tables Turned                | 2019年3月9日   |
| 15   | 67   | Dave Rebooted                | 2019年2月10日  |
| 15   | 67   | Germs                        | 2019年2月10日  |
| 16   | 68   | Talking Teddy's Revenge      | 2019年3月2日   |
| 16   | 68   | Snail-A-Palooza              | 2019年3月2日   |
| 17   | 69   | Pizza Dash                   | 2019年4月6日   |
| 17   | 69   | Glory Days                   | 2019年4月6日   |
| 18   | 70   | Switcheroo                   | 2019年4月13日  |
| 18   | 70   | The Paperboy                 | 2019年4月13日  |
| 19   | 71   | Across the Universe          | 2019年4月20日  |
| 19   | 71   | Brit's Picks                 | 2019年4月20日  |
| 20   | 72   | A Rose By Any Other Name     | 2019年2月23日  |
| 20   | 72   | Queen Bee                    | 2019年2月23日  |
| 21   | 73   | Pack Animal                  | 2019年3月16日  |
| 21   | 73   | The Haunted Getaway          | 2019年3月16日  |
| 22   | 74   | The Devil Wears Rodentia     | 2019年6月10日  |
| 22   | 74   | Career Day                   | 2019年6月10日  |
| 23   | 75   | Lost in Space...Camp         | 2019年6月11日  |
| 23   | 75   | Super Hot Chocolate          | 2019年6月12日  |
| 24   | 76   | Theo's Big Night Out         | 2019年2月17日  |
| 24   | 76   | The Bodyguard                | 2019年2月17日  |
| 25   | 77   | The Great Chipmunk Detective | 2019年6月13日  |
| 25   | 77   | Guitar Hero                  | 2019年6月17日  |
| 26   | 78   | The C Team                   | 2019年6月18日  |
| 26   | 78   | Father Daughter Dance        | 2019年6月19日  |

### シーズン4（2019–2021）
| 話数 | 通算 | タイトル                        | 初放送日                                    |
| 01   | 79   | The Toy                         | 2019年6月20日                               |
| 01   | 79   | Bloodline                       | 2019年7月22日                               |
| 02   | 80   | Theodore's Calling              | 2019年7月4日                                |
| 02   | 80   | Clumsy Jeanette                 | 2019年7月23日                               |
| 03   | 81   | Adventures in Babysitting       | 2019年7月5日                                |
| 03   | 81   | Alvin's Assistant               | 2019年7月8日                                |
| 04   | 82   | Mysterions                      | 2019年7月9日                                |
| 04   | 82   | The Crow That Ate My Homework   | 2019年7月10日                               |
| 05   | 83   | Simon Says                      | 2019年7月11日                               |
| 05   | 83   | Sing Like A Canary              | 2019年7月12日                               |
| 06   | 84   | Pirates Life                    | 2019年7月15日                               |
| 06   | 84   | World Record                    | 2019年7月2日                                |
| 07   | 85   | Tour Bus                        | 2019年7月17日                               |
| 07   | 85   | Game Show                       | 2019年7月16日                               |
| 08   | 86   | Alvin Management                | 2019年9月30日                               |
| 08   | 86   | Time Capsule                    | 2019年9月30日                               |
| 09   | 87   | Munk vs Machine                 | 2019年10月1日                               |
| 09   | 87   | Shack Magic                     | 2019年10月1日                               |
| 010  | 88   | Big Bro Theodore                | 2019年10月2日                               |
| 010  | 88   | No Putts, No Glory              | 2019年10月3日                               |
| 011  | 89   | Granny Awards                   | 2019年10月2日                               |
| 011  | 89   | Sick Day                        | 2019年10月4日                               |
| 012  | 90   | The Exchange Student            | 2019年10月3日                               |
| 012  | 90   | Crystal Ball Birthday           | 2019年10月4日                               |
| 013  | 91   | Artsy Smartsy                   | 2019年11月22日                              |
| 013  | 91   | The Crush                       | 2019年11月22日                              |
| 014  | 92   | Best in Shoe                    | 2019年12月8日                               |
| 014  | 92   | Royal Pain                      | 2019年12月8日                               |
| 015  | 93   | Between a Rope and a Hard Place | 2020年1月12日                               |
| 015  | 93   | World Day                       | 2020年1月19日                               |
| 016  | 94   | Allergic Reaction               | 2020年1月26日                               |
| 016  | 94   | Lice-enced to Teach             | 2020年2月2日                                |
| 017  | 95   | Animal House Party              | 2020年2月16日                               |
| 017  | 95   | Dr. Zap vs Electroboy           | 2020年2月23日                               |
| 018  | 96   | Mega Bounce Battle              | 2020年3月1日                                |
| 018  | 96   | Gossip Guy                      | 2020年3月1日                                |
| 019  | 97   | Chimpmania                      | 2020年3月6日                                |
| 019  | 97   | Dad Jokes                       | 2020年4月1日                                |
| 020  | 98   | The Chosen Chipmunk             | 2020年5月10日                               |
| 020  | 98   | Double Dangus                   | 2020年7月14日                               |
| 021  | 99   | Last Day of Summer              | 2020年7月22日                               |
| 021  | 99   | The Littlest Robot              | 2020年7月23日                               |
| 022  | 100  | Sick as A Chipmunk              | 2020年7月30日                               |
| 022  | 100  | You Troll                       | 2020年7月28日                               |
| 023  | 101  | Life of the Party               | 2020年7月29日                               |
| 023  | 101  | Instant Gram                    | 2020年7月31日                               |
| 024  | 102  | Of Mice and Munks               | 2020年9月14日                               |
| 024  | 102  | Simon Saves the World           | 2020年9月14日                               |
| 025  | 103  | Unbored                         | 2020年9月10日                               |
| 025  | 103  | Geizmo's Day Out                | 2020年9月16日                               |
| 026  | 104  | A Very Merry Chipmunk           | 2020年11月1日 2020年11月28日 2020年12月12日 |

### シーズン5（2021–2022）
| 話数 | 通算 | タイトル                     | 初放送日                    |
| 01   | 105  | Deserted                     | 2021年2月23日 2021年2月27日 |
| 01   | 105  | The Great Snack Off          | 2021年2月23日 2021年2月27日 |
| 02   | 106  | Unboxing Day                 | 2021年2月24日               |
| 02   | 106  | Dave's Pavilion              | 2021年2月24日               |
| 03   | 107  | U-Fly                        | 2021年2月25日               |
| 03   | 107  | Yeti or Not                  | 2021年2月25日               |
| 04   | 108  | Taken                        | 2021年4月4日                |
| 04   | 108  | The Flying Beast             | 2021年3月21日               |
| 05   | 109  | The Curse of Macbeth         | 2021年3月27日               |
| 05   | 109  | Zeela the Great              | 2021年3月28日               |
| 06   | 110  | Davey Boy                    | 2021年3月20日               |
| 06   | 110  | Dr. Sleep                    | 2021年4月3日                |
| 07   | 111  | The Road Warrior             | 2021年7月10日               |
| 07   | 111  | My Fair Chipette             | 2021年7月10日               |
| 08   | 112  | Gone Gal                     | 2021年7月11日               |
| 08   | 112  | Time Traveler's Party        | 2021年7月11日               |
| 09   | 113  | The House on Cedar Lane      | 2021年7月15日 2021年7月17日 |
| 09   | 113  | Bathroom Bully               | 2021年7月15日 2021年7月17日 |
| 010  | 114  | The Return of Thornbergaupht | 2021年7月18日               |
| 010  | 114  | Squashed                     | 2021年7月18日               |
| 011  | 115  | Writer's Block               | 2021年7月20日 2021年7月25日 |
| 011  | 115  | Jinxed                       | 2021年7月20日 2021年7月24日 |
| 012  | 116  | Fire Safety                  | 2021年8月24日               |
| 012  | 116  | Castle Catastrophe           | 2021年8月25日               |
| 013  | 117  | The Party Animals            | 2021年8月26日               |
| 013  | 117  | Warren Seville               | 2021年8月27日               |
| 014  | 118  | Excavation Vacation          | 2021年10月28日 2022年6月6日 |
| 014  | 118  | Trophy Dad                   | 2021年10月28日 2022年6月6日 |
| 015  | 119  | Skater Girl                  | 2021年11月29日 2022年6月7日 |
| 015  | 119  | All Washed Up                | 2021年11月29日 2022年6月7日 |
| 016  | 120  | Summer School                | 2021年12月18日 2022年6月8日 |
| 016  | 120  | Puzzled                      | 2021年12月18日 2022年6月8日 |
| 017  | 121  | Car Wars                     | 2022年4月23日 2022年6月9日  |
| 017  | 121  | Mr. Fix-It                   | 2022年4月23日 2022年6月9日  |
| 018  | 122  | Little Drummer Boy           | 2022年4月24日 2022年6月13日 |
| 018  | 122  | Special Ingredient           | 2022年4月24日 2022年6月13日 |
| 019  | 123  | Alvin Gets Schooled          | 2022年6月14日               |
| 019  | 123  | My Life As a Dog             | 2022年6月14日               |
| 020  | 124  | Mr. Lou                      | 2022年4月30日 2022年6月15日 |
| 020  | 124  | Love Song                    | 2022年4月30日 2022年6月16日 |
| 021  | 125  | Bubble Wrap                  | 2022年5月1日 2022年6月20日  |
| 021  | 125  | Chess Mate                   | 2022年5月1日 2022年6月21日  |
| 022  | 126  | A Knight's Tale              | 2022年6月11日 2022年6月22日 |
| 022  | 126  | The Lifeguard                | 2022年6月11日               |
| 023  | 127  | Dreambomber                  | 2022年6月12日 2022年6月23日 |
| 023  | 127  | Run Aimee Run                | 2022年6月12日               |
| 024  | 128  | Theo vs. Simon               | 2022年6月18日               |
| 024  | 128  | Scarecrow-ner                | 2022年6月19日               |

## 放送
このシリーズは、2015年3月30日にフランスのM6で初公開され、アメリカでは、2015年8月3日にニコロデオンで放送が開始された。

### 各放送局と公開日
| 放送局                          | 放送地域 | 公開日         |
| ------------------------------- | --- | -------------- |
| RTBF OUFtivi                    | ベルギー | 2015年3月8日   |
| M6 Gulli                        | フランス | 2015年3月30日  |
| RTS                             | スイス | 2015年4月3日   |
| Nick Jr.                        | イギリス | 2015年4月10日  |
| ニコロデオン                    | オーストラリア ニュージーランド | 2015年5月4日   |
| Nicktoons                       | 南アフリカ共和国 | 2015年5月4日   |
| ニコロデオン                    | シンガポール フィリピン | 2015年5月8日   |
| ニコロデオン                    | ギリシャ | 2015年5月10日  |
| ニコロデオン                    | スペイン | 2015年5月11日  |
| ニコロデオン                    | ポルトガル | 2015年5月11日  |
| ニコロデオン                    | インドネシア マレーシア | 2015年5月15日  |
| Nick Jr.                        | イタリア | 2015年5月18日  |
| ニコロデオン                    | ロシア | 2015年5月29日  |
| Discovery K2                    | イタリア | 2015年6月12日  |
| Nick Jr.                        | ベルギー | 2015年6月15日  |
| ニコロデオン                    | オランダ | 2015年6月15日  |
| ニコロデオン                    | ポーランド | 2015年6月15日  |
| ニコロデオン                    | ノルウェー | 2015年6月15日  |
| ニコロデオン                    | スウェーデン | 2015年6月15日  |
| ニコロデオン                    | デンマーク | 2015年6月15日  |
| Gloob                           | ブラジル | 2015年6月15日  |
| ニコロデオン                    | メキシコ | 2015年6月15日  |
| ニコロデオン                    | コロンビア ベリーズ コスタリカ エルサルバドル グアテマラ ホンジュラス ニカラグア パナマ ドミニカ共和国 ベネズエラ チリ エクアドル ペルー ボリビア                              | 2015年6月15日  |
| ニコロデオン                    | アルゼンチン ウルグアイ パラグアイ | 2015年6月15日  |
| ニコロデオン                    | イスラエル | 2015年6月21日  |
| Super RTL Toggo                 | ドイツ | 2015年6月26日  |
| DR                              | デンマーク | 2015年7月1日   |
| ニコロデオン                    | アメリカ合衆国 | 2015年8月3日   |
| Neox                            | スペイン | 2015年8月11日  |
| TV Puls Puls 2                  | ポーランド | 2015年8月31日  |
| NRK Super                       | ノルウェー | 2015年9月5日   |
| Teletoon                        | カナダ | 2015年9月9日   |
| Télé-Québec                     | カナダ | 2015年9月12日  |
| SIC                             | ポルトガル | 2015年9月12日  |
| Kidz TV                         | トルコ | 2015年9月21日  |
| MTVA                            | ハンガリー | 2015年         |
| MTV3                            | フィンランド | 2015年         |
| LRT                             | リトアニア | 2015年         |
| Spacetoon                       | 中東 | 2016年4月      |
| BBC Alba                        | スコットランド | 2016年6月3日   |
| ORF                             | オーストリア | 2016年9月10日  |
| Kanal 2                         | エストニア | 2016年10月9日  |
| Nicktoons                       | ドイツ オーストリア | 2016年10月17日 |
| RÚV                             | アイスランド | 2016年         |
| Nicktoons                       | サウジアラビア アラブ首長国連邦 エジプト クウェート カタール バーレーン オマーン ヨルダン レバノン イラク アルジェリア リビア モロッコ パレスチナ チャド イエメン モーリタニア | 2017年         |
| ПЛЮСПЛЮС                        | ウクライナ | 2017年4月8日   |
| Qazaqstan Balapan               | カザフスタン | 2017年9月9日   |
| TG4 Cúla4                       | アイルランド | 2017年9月      |
| テレビシオン・アステカ Azteca 7 | メキシコ | 2018年7月      |
| ジョージア公共放送              | ジョージア | 2018年9月      |
| アルメニア公共テレビ            | アルメニア | 2018年11月     |
| HRT                             | クロアチア | 2019年         |
| ABS-CBN Yey!                    | フィリピン | 2020年2月10日  |
| ディズニー・チャンネル          | スペイン | 2020年4月3日   |
| 森宇文化                        | 中国 | 2020年7月      |
| POP                             | パキスタン | 2020年11月     |
| Happy Kids                      | ベトナム | 2021年4月18日  |
| ディズニー・チャンネル          | 日本 | 2021年9月27日  |

## ホームビデオ

### アメリカ
Alvin's Wild Adventures
リリース：2015年11月10日
リージョン：1
収録エピソード：7話
- Principal Interest
- Talking Teddy
- Mystic Mountain
- A Is For Alien
- Clowning Around
- Driving Dave Crazy
- What A Gem

Alvin vs. Brittany
リリース：2016年3月1日
リージョン：1
収録エピソード：7話
- Sister Act
- Albrittina
- My Sister The Weirdo
- Mister Manners
- Reality Or Not
- Turf War
- Don Juan Theodoro

### イギリス
Summer of Sport
リリース：2016年6月13日
リージョン：2
収録エピソード：14話
- What A Gem
- Family Spirit
- Mutiny
- Reality Or Not
- Safety Third
- Mister Manners
- A Room of One's Own
- Carts and Crafts
- Kiss Conspiracy
- House Guests
- Mystic Mountain
- Candy Confessions
- Alvin's Got A Brand New Bag
- Warbie

Back to School
リリース：2016年8月15日
リージョン：2
収録エピソード：14話
- Talking Teddy
- Principal Interest
- Albrittina
- Simon For President
- To Serve And Protect
- Kickin' It Old School
- Clowning Around
- Bully For You
- The Tree House
- Saving Simon
- Back to School
- Bromance
- Theozilla
- Doggone It

Who Ghosts There
リリース：2016年10月3日
リージョン：2
収録エピソード：12話
- A Is For Alien
- Jeanette Enchanted
- Good Luck Mr. Whiskers
- Who's Your Daddy
- Mojo Missing
- Who's The Animal
- She's Got Style
- Super Heroes
- Let Them Eat Crumbs
- Who Ghosts There
- Alvin's Secret Powers
- I Will Survive

Driving Dave Crazy
リリース：2017年2月13日
リージョン：2
収録エピソード：12話
- Sister Act
- Lil'T
- The App
- Don Juan Theodoro
- My Sister The Weirdo
- Turf War
- Slippin’ Thru My Fingers
- Driving Dave Crazy
- Going Green
- Tattle Tail
- Art for Art's Sake
- Mancave

## サウンドトラック

### 主題歌
「We're the Chipmunks」
作詞：ジャニス・カーマン
オープニングでは、短いバージョンの曲が使用されている。エンディングでは楽器のみの演奏が使用されている。

### 挿入歌
全てのエピソードにオリジナル曲が含まれる。

### アルバム

#### We're The Chipmunks
リリース：2015年9月25日
タイプ：CD、デジタル
トラック：
1. We're The Chipmunks
2. Ooh Girl
3. Ring a Ding
4. All for You
5. Champions
6. Mister Manners
7. Run the Runway
8. Can't Live With 'Em
9. Guest of Honor
10. You Gotta Be Cool
11. I See You
12. Running All Night
13. The Weekend
14. Be a Boss
15. Ridin'
16. Vacationing
17. Everybody Needs a Hero

#### Nuts 2 U
リリース：2017年9月22日
タイプ：デジタル
トラック：
1. I Think You're Yummy
2. You're My Baby
3. Puppy Love
4. I Got a Crush
5. Come Around
6. Mystery Man
7. Everything to Prove
8. Look at Me Now
9. My Favorite Sweater
10. Missing You
11. Stuck on You
12. Time Flies

#### YOLO
リリース：2019年8月30日
タイプ：デジタル
トラック：
1. YOLO
2. Busy as a Bee
3. 1, 2, Poof
4. Out of Luck
5. Whoops
6. I Can't Even
7. Never Let You Down
8. Lady Luck
9. Best of Buddies
10. Follow Me
11. Top of My Game
12. Ready Set Go
13. Movin' Up
14. The Good Side
15. Go on Go
16. It's Just You and Me
17. Faster Than the Sun
18. With or Without You
19. Wherever We Wander
20. Bye Bye Bye
21. DNA

## スタッフ
- 監督：ジャニス・カーマン
- 製作：ロス・バグダサリアン・ジュニア、ジャニス・カーマン、サンドリーヌ・グエン、ボリス・ヘルツォーク、ヴァネッサ・バグダサリアン
- 脚本：ジャニス・カーマン、マイケル・バグダサリアン、ヴァネッサ・バグダサリアン、ピーター・サイセリン、トーマス・フォーウッド、デビッド・ザウアーヴァイン、ファブリス・ジオルコフスキー、リード・ハリソン、ジャン・フィリップ・ロビン、ポーリン・ジェンタイル、バート・コフリン、キャサリン・ギロ・ボンテ、キャサリン・ウォルトン・ワード、バーバラ・ウェーバー・ボスターニ、エイミー・セラフィン、ジェイソン・レスコー、クレイグ・カールソン、ジェフリー・セント・アワーズ、マリアンヌ・コントレラス
- 音楽：ジャニス・カーマン、オークワード・マリーナ、セルジオ・カブラル、サライ・ハワード、ジョセフ・スマート、アリ・セオドア、ジョーダン・ヤエガー、マイケル・クライン、アラナ・ダ・フォンセカ、ジョン・マカリー、サラ・シュミット、ブライアン・スピッツァー、キース・カーマン、ハーラン・シルバーマン、ロバート・スタッドリー

### 日本語版制作スタッフ
- 翻訳：天笠利枝子、赤池ひろみ
- 演出：萩野洋平
- 録音制作：ACクリエイト
- 声：黒石史剛（アルビン）、佐原誠（サイモン）、弘松芹香（セオドア）、今村一誌洋（デイブ）、三重野帆貴（ブリタニー）、佐野愛（ジャネット）、大南友希（エレノア）、野々山恵梨、八百屋杏、中村カンナ

### 公式ウェブサイト
- バグダサリアン・プロダクション
  - 公式ウェブサイト
  - Alvin and The Chipmunks (AlvinAndTheChipmunks) - Facebook
  - Alvin & The Chipmunks (@officialalvinnn) - X（旧Twitter）
  - Alvin and The Chipmunks (@officialalvinandthechipmunks) - Instagram
  - Alvin and The Chipmunks - Official Channel! - YouTubeチャンネル
- テクニカラー・アニメーション・プロダクション
- PGSエンターテインメント

### その他公式ウェブサイト
- Shows A-Z
- IMDb
- TV Passport
- Digiguide TV
- ディズニー・チャンネル 番組詳細『アルビン!&しまっピーズ』